# Behalt Cyclorama
Behalt, som betyder att behålla eller att ihågkomma, är en cyklorama-väggmålning, som skapades av den tysk-kanadensiske självlärde konstnären Heinz Gaugel (1927– 2000) och som visar Amishfolkets och Mennoniternas historia från dess början som anabaptister i Zürich i  Schweiz 1525 till idag. Den visas på Amish and Mennonite Heritage Center i Berlin i Ohio i USA.